# ホテイ弧状の地形

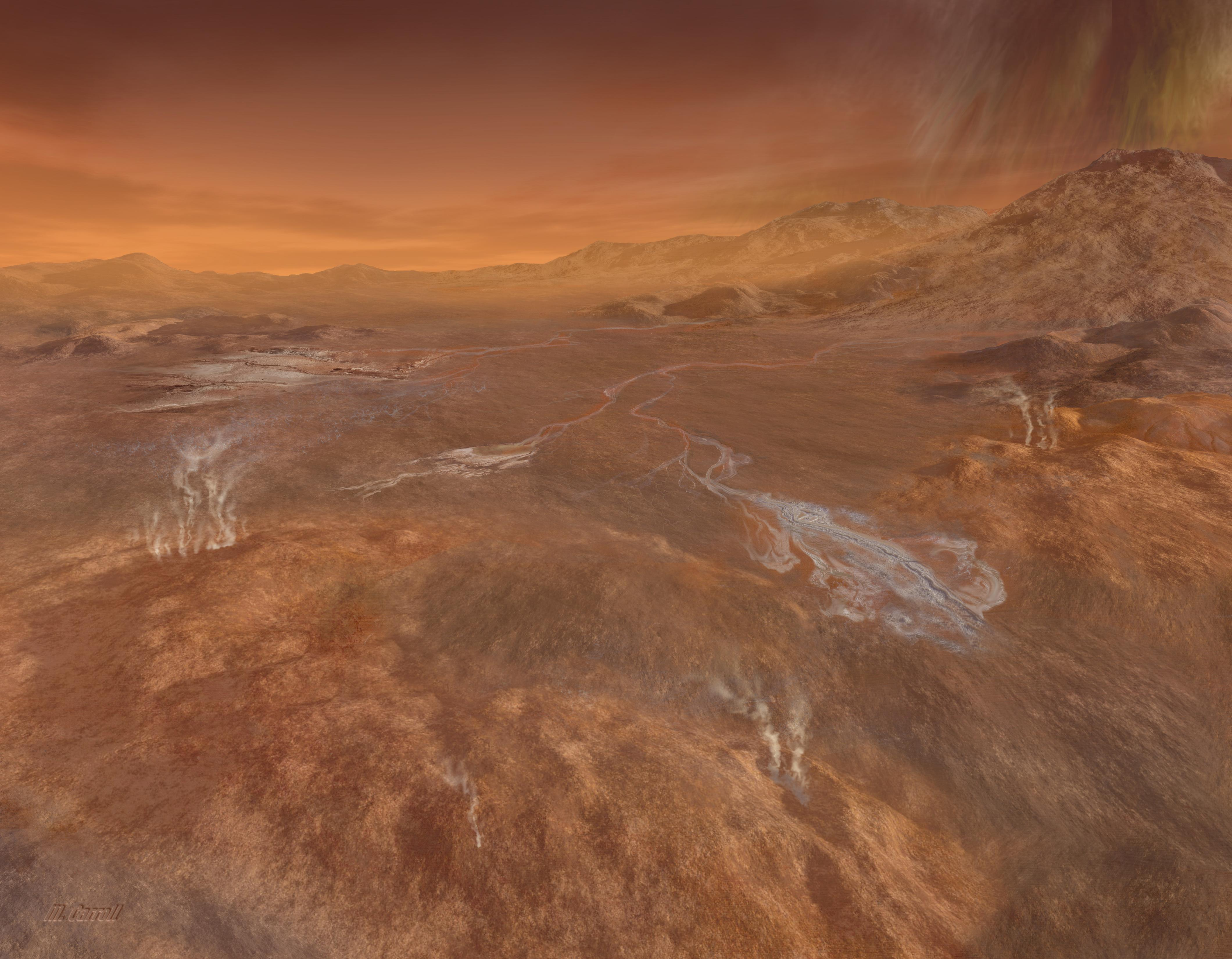
ホテイ弧状の地形とメタンの雨の想像図

ホテイ弧状の地形（ホテイこじょうのちけい、英: Hotei Arcus）は、土星の衛星タイタンの高アルベド地形である。シャングリラの南東に位置する。
直径約600 km、太陽系で唯一、弧状の形が特徴である、名前は日本神話の七福神の一柱ー布袋に由来する。